# Municipio de Amealco de Bonfil
El municipio de Amealco de Bonfil es uno de los 18 municipios  del estado de Querétaro, en México. Su cabecera es la población de Amealco.

## Historia
Amealco es una población fundada desde 1538, en el siglo diecisiete, la Villa de Amealco estaba sujeta a la jurisdicción de San Jerónimo Aculco; en el edificio donde actualmente ocupa la presidencia municipal es del siglo dieciocho y originalmente era una casa habitación, construida principalmente con muros de piedra, a un costado de dicho edificio aún se puede observar la casa cural de la parroquia del siglo dieciséis conservándose únicamente un tapanco de viguería y madera original.

## Geografía

### Ubicación y límites
Se localiza al extremo sur del estado. Limita con los municipios de San Juan del Río al noreste y con Huimilpan al suroeste
, y con los estados de México al sureste y Michoacán al suroeste. Mide 682 km cuadrados. Su cabecera está a 20° 11' 12" norte y 100° 08' 41" oeste.

### Toponimia
La palabra Amealco es una voz náhuatl, Ameyalco o Amellayi, fuente o manantial, y Co, igual a en. Es decir “en el manantial”. Este significado ha sido interpretado en otro sentido hasta derivar en el de "lugar donde brota el agua de las rocas".
Desde 1985, por acuerdo del Congreso del Estado, el municipio lleva agregado el nombre de Bonfil, como homenaje a Alfredo Bonfil, quien fue un líder campesino a nivel nacional y ministro de la Secretaría de Agricultura y Ganadería.

## Clima
El clima de Amealco Bonfil, Querétaro se distingue por tener climas no extremos, los cuales son muy benignos para la agricultura. 
Por la geografía del Estado varios municipios del mismo poseen varios tipos de climas diferentes y van desde los más secos a los más húmedos. De la entidad, los municipios que posee un porcentaje total o parcial de clima seco y/o semiseco.
Se caracterizan estos climas por tener temperaturas altas en verano (no extraordinarias) y frías notables en invierno, la temperatura máxima en promedio no rebasa los 35 grados Celsius (en algunos casos) y la temperatura fría en promedio es de 5 a -1 grados Celsius respectivamente. El periodo de precipitaciones se comprende desde mayo hasta octubre, con algunas tormentas muy aisladas en zonas montañosas de los municipios en invierno. El promedio de precipitación es de 600 mm.
Los municipios que poseen clima cálido subhúmedo y cálido húmedo son los que se ubican en la región de la Sierra Madre Oriental y Sierra Gorda:
Estos climas dependen mucho de la orografía del lugar, sus veranos son muy cálidos con temperaturas en promedios de 35 a 40 grados centígrados, sus inviernos son muy agradables con temperaturas templadas de 16 a 21 grados Celsius, la precipitación se presenta todo el año, pero en donde se presenta con mayor intensidad y duración es en primavera y verano.
Por su altitud con respecto al nivel del mar, estos municipios tienden a ser más frescos que los demás. Los municipios como: San Joaquín, Pinal de Amoles, Jalpan de Serra (parte sur) y Cadereyta de Montes (parte extrema noreste) están ubicados en la parte más alta de la Sierra Gorda, que sobresale de los 2,800 metros sobre el nivel del mar. Su temperatura máxima tiene un rango de 25 a 30 grados Celsius. La temperatura mínima tiende hacer muy fría en invierno (de 0 a -5 grados Celsius) y fría en las demás estaciones del año (de 10 a 4 grados centígrados). El periodo de precipitación se comprende desde abril a noviembre con una lámina anual de precipitación de 800 a.
La temperatura y precipitaciones promedio para algunas ciudades son
- Amealco de Bonfil: 21 °C / 599 mm[5]

Las temperaturas constantemente cambian, debido a que se encuentra expuesto a intensas olas de vientos y lluvia.

## Flora y fauna
El municipio de Amealco cuenta con parajes boscosos cubiertos de encinos, oyameles, cedros y pinos; mientras que en una escasa región al Norte del municipio se encuentran granjenos y algunas plantas cactáceas.

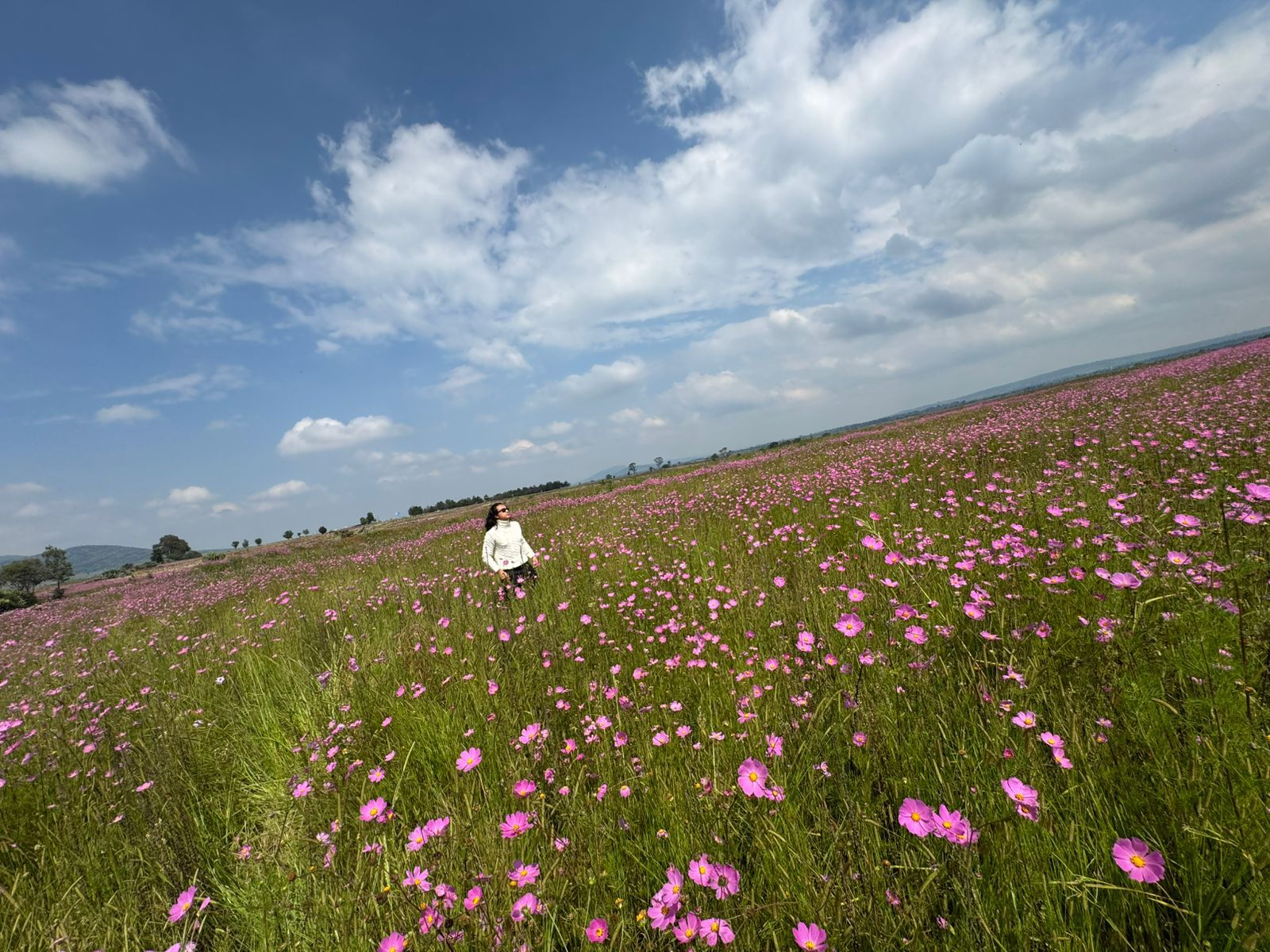
Campo de mirasoles en Amealco de Bonfil

En la actualidad desafortunadamente la fauna silvestre está extinta (principalmente por intervención humana, caza, agricultura y ganadería), encontrándose escasamente en lugares montañosos como Laguna de Servín y San Pablo. Sin embargo, aún se encuentran coyotes, ardillas, conejos, liebres y otras pocas especies silvestres como onzas, armadillos, palomas silvestres y aves cantoras tales como: cenzontles, calandrias y gorriones, entre otras.
Sin embargo, a finales de septiembre e inicios de agosto, Amealco se llena de campos cubiertos de mirasoles, debido a la gran humedad del municipio, el 90 por ciento de las zonas rurales se llena de mirasoles, los cuáles atraen a turistas por sus cautivadores colores rosa y morado. 

## Población
Banco de información INEGI 
- Población total	62,197[7]
- Población total hombres	29,842
- Población total mujeres	32,355

### Grupos étnicos
En el municipio existen 34 comunidades de origen Otomí, ahora Ñañhú. Es muy probable que los Otomíes hayan tenido contacto con los toltecas debido a la cercanía de este lugar con los sitios donde habitaron aquellas culturas, lo que se puede manifestar en una zona arqueológica que se encuentra en San Ildefonso Tultepec, conocida con el nombre de “El Cuisillo”. Tal parece y según las costumbres de estos lugares, llaman Cuisillo a un montón de piedras. Ahí se encuentran varios promontorios cubiertos de vegetación que al ser descubiertos han sido saqueados para llevarse las piedras, sin saber que se trata de algunos edificios prehispánicos. 

## Economía

### Agricultura
El maíz se cultiva en abundancia, gracias a suelos muy fértiles en el sureste. Además, se produce: frijol, haba, trigo, cebada y avena forrajera. En frutas hay manzano, ciruelo, pera y durazno en huertos familiares para el autoconsumo.
Ya que principalmente la agricultura está dirigida al autoconsumo, surge una nueva forma de hacer agricultura respetando al medio ambiente, sustentable y vinculada con la producción de alimentos sanos. Esta nueva forma de agricultura es conocida como Agricultura Orgánica. En su propuesta se orienta hacia el aprovechamiento del potencial de la agroecología y el rescate de tecnologías tradicionales como eje impulsor del desarrollo rural. Actualmente se están implementando estas técnicas de producción agrícola en las comunidades rurales del municipio.

### Ganadería
El ganado bovino y porcino es en pequeña escala, sólo de consumo familiar. Hay pequeños criaderos de ovinos. La avicultura tiene pollo de engorda a gran escala.

### Industria
Existe una planta agroindustrial que aprovecha las materias primas agrícolas. También operan una fábrica de trofeos y dos maquiladoras de ropa, una a nivel de exportación.

### Gastronomía
Galletas típicas mexicanas Muñecas artesanales en Amealco de Bonfil.
Su cocina prehispánica es deseada por muchos; las populares barbacoas de borrego, carnitas, consomé, tostadas de arriero o mole de guajolote, platillo típico amealcense que todos los martes encuentras en todo el municipio. El pulque o aguamiel es una bebida típica de Amealco. También se elaboran vinos frutales y dulces cristalizados.

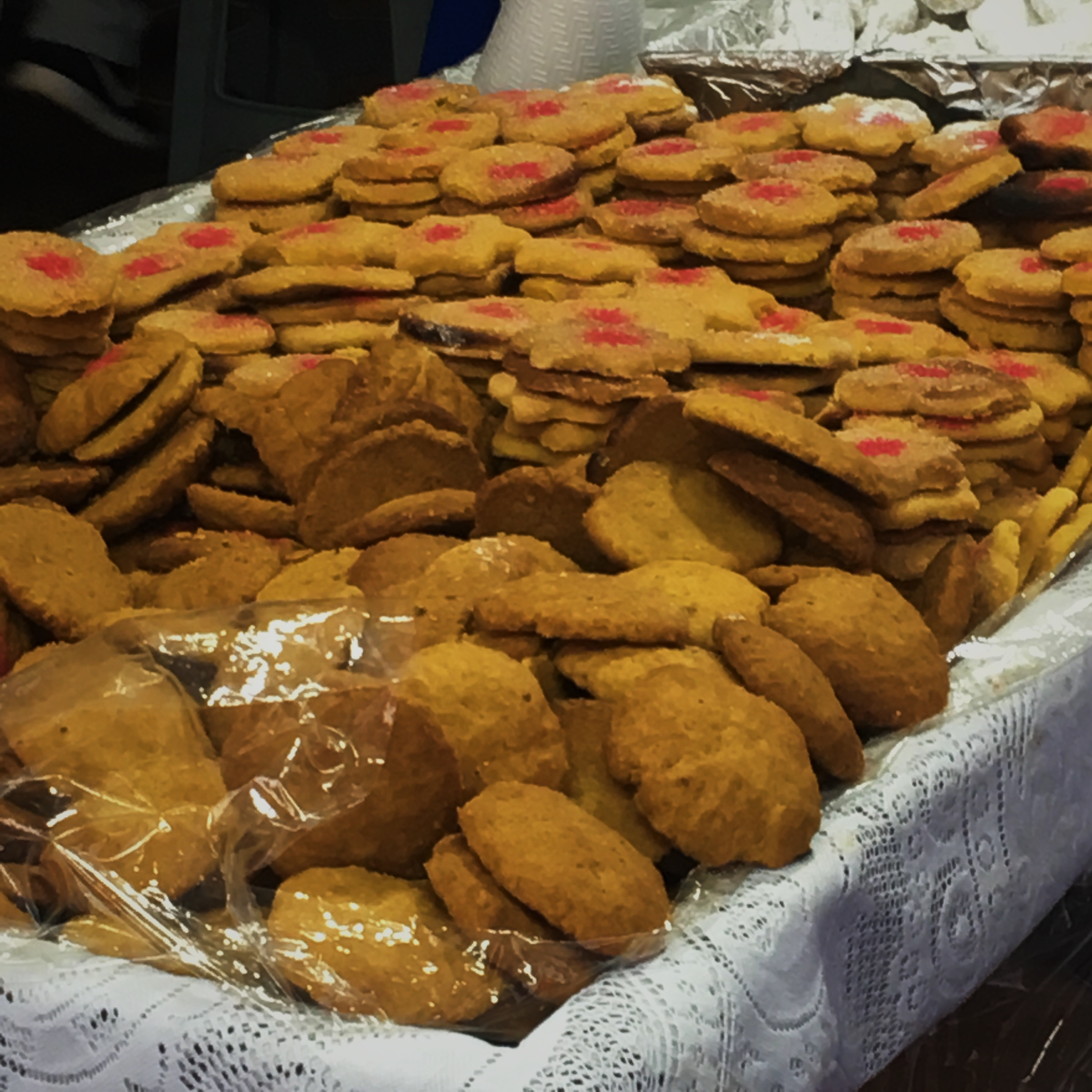
Galletas Típicas Mexicanas

## Gobierno
El Gobierno Municipal consta de un presidente municipal, tres delegados y nueve regidores de mayoría relativa; las principales Comisiones son: Hacienda, Comercio, Industria, Gobernación, Obras Públicas, Educación, Policía Municipal y Salud.
| Años      | Nombre                                       | Partido político |
| --------- | -------------------------------------------- | ---------------- |
| 1939-1941 | J. Encarnación Rodríguez y Rodríguez         |                  |
| 1941-1943 | Antonio Ugalde Cervantes                     |                  |
| 1955-1958 | Antonio Ugalde Cervantes                     |                  |
| 1964-1967 | José Ruiz Ruiz                               |                  |
| 1970-1973 | Martiniano Obregón Navarrete                 |                  |
| 1973-1976 | Benjamín Mondragón Mendoza                   |                  |
| 1976-1979 | J. Jesús Ruiz Amaro                          |                  |
| 1979-1982 | Ángel Ugalde Sanabria                        |                  |
| 1982      | José Fuertes Quintana (interino)             |                  |
| 1982-1985 | Carlos Obregón Cepeda                        |                  |
| 1985-1988 | Eleuterio Colín Correa                       |                  |
| 1988      | Pedro Cortés Hernández (interino)            |                  |
| 1988-1991 | Francisco Piña Colín                         |                  |
| 1991-1994 | Héctor Rodríguez Montoya                     |                  |
| 1994-1997 | Manuel González Sánchez                      |                  |
| 1997-2000 | Javier Rodríguez Ferrusca                    |                  |
| 2000      | Ricardo Riquelme Perrusquía (interino)       |                  |
| 2000-2003 | Felipe Valdéz Licea                          |                  |
| 2003      | Dámaso Márquez Sotelo (interino)             |                  |
| 2003-2006 | Luis Franco Mejía                            |                  |
| 2006-2009 | Javier Cajiga Rodríguez                      |                  |
| 2009      | Rafael González Bolaños (interino)           |                  |
| 2009-2012 | Rosendo Anaya Aguilar                        |                  |
| 2009      | Domingo González Juan (interino)             |                  |
| 2012-2015 | Gilberto García Valdez                       |                  |
| 2015-2018 | Rosendo Anaya Aguilar                        |                  |
| 2018      | Jorge Sanabria Sánchez (interino)            |                  |
| 2018-2021 | Rosendo Anaya Aguilar (reelección)           |                  |
| 2021      | Ing. Juan Aguilar Herrera (interino)         |                  |
| 2021-2024 | Ing. René Mejía Montoya                      |                  |
| 2024      | Lic. Miguel Ángel García Martínez (Interino) |                  |

La elección del Ayuntamiento es el primer domingo de junio de cada 3 años. El 1° de octubre siguiente es la fecha de toma de posesión del Ayuntamiento (Un presidente Municipal, 4 Regidores de mayoría relativa, 3 Regidores de representación proporcional y dos Síndicos) y dentro de los siguientes 30 días naturales a la toma de posesión del Ayuntamiento se designan a los 3 delegados Municipales y 71 subdelegados que conforman el municipio de Amealco de Bonfil.

### Diputados
La población del municipio, al igual que una parte de San Juan del Río, se encuentra representada por el diputado del VIII Distrito en la Legislatura del Estado y junto con la de San Juan del Río, Corregidora y Huimilpan; por el diputado del 2° Distrito Electoral Federal de Querétaro en el Congreso de la Unión.

## Relaciones internacionales

### Hermanamientos
La ciudad de Amealco tiene Hermanamientos con 00050 ciudades alrededor del mundo:
- Mansfield, Estados Unidos (2008) [10]
- Andahuaylas, Peru (2022)[11][12]
- Quispicanchi, Peru (2022) [11]
- Calcas, Peru (2022) [11]
- Nueva Cajamarca, Peru (2022) [11]
- Wanchaq, Peru (2022) [11]
- Corregidora, México (2022) [13]
- Ixtenco, México (2023) [14]
- San Joaquin, México (2023) [15]
- Chignahuapan, México (2023) [16]